# Giovanni Battista Pescetti
Giovanni Battista Pescetti (né vers 1704 à Venise, où il est mort le 20 mars 1766) est un compositeur, claveciniste et organiste italien du XVIIIe siècle.

## Biographie
Fils d'un facteur d’orgues, Giovanni Battista Pescetti fut l’élève d'Antonio Lotti. Il débute au théâtre avec l’opéra Nerone detronato, représenté à Venise en 1725. Il se lie d'amitié avec Baldassare Galuppi avec qui il collabora à quelques reprises.
Deux ans plus tard, il remplace Porpora au Théâtre de la Noblesse à Londres, et se retrouve à la direction du King’s Theatre en 1738. L’année suivante, il publie un livre de Sonate per gravicembalo (1739).
Fuyant l’animosité des Londoniens contre les catholiques italiens, Pescetti retourne en Italie vers 1747. Il se consacre à la composition d’opéras et se fait particulièrement apprécier par ses œuvres comiques. Son dernier opéra, Zenobia, fut représenté à Padoue en 1761.
En 1762, Pescetti est nommé second organiste de St-Marc de Venise où il décède 4 ans plus tard.

## Œuvre

### Opéras
- Nerone detronato (dramma per musica, livret de G. Pimbaloni, 1725, Venise)
- Il prototipo (dramma per musica, livret de Domenico Lalli, 1726, Venise)
- La cantatrice (dramma per musica, livret de Domenico Lalli, 1727, Venise)
- Gli odii delusi dal sangue (dramma per musica, livret de Antonio Maria Lucchini, 1728, Venise)
- Dorinda (pastorale, livret de Domenico Lalli, 1729, Venise; en coll. avec Baldassarre Galuppi)
- I tre difensori della patria (dramma per musica, livret de A. Morselli, 1729, Venise, 1740)
- Costantino Pio (1730, Rome)
- Siroe re di Persia (dramma per musica, livret de Pietro Metastasio, 1731, Venise; en coll. avec Baldassarre Galuppi)
- Alessandro nelle Indie (dramma per musica, livret de Pietro Metastasio, 1732, Venise)
- Demetrio (dramma per musica, livret de Pietro Metastasio, 1732, Florence)
- La conquista del velo d’oro (dramma per musica, livret de A. M. Cori, 1738, Londres)
- L’asilo d’amore (intermezzo, livret de Pietro Metastasio, 1738, Londres)
- Diana e Endimione (serenata, livret de Pietro Metastasio, 1739, Londres)
- Olimpia in Ebuda (dramma per musica, livret de P. A. Rolli, 1740, Londres)
- Busiri, ovvero Il trionfo d’amore (dramma per musica, livret de P. A. Rolli, 1740, Londres)
- Ezio (dramma per musica, livret de Pietro Metastasio, 1747, Venise)
- Farnace (dramma per musica, livret de Antonio Maria Lucchini, 1749, Firenze)
- Fra i due litiganti il terzo gode (opera buffa, livret de G. B. Lorenzi, 1749, Venise)
- Arianna e Teseo (dramma per musica, livret de Pietro Pariati, 1750, Firenze)
- Il Farnaspe (dramma per musica, livret de Pietro Metastasio, 1750, Siena)
- Artaserse (dramma per musica, livret de Pietro Metastasio, 1751, Milan)
- Tamerlano (dramma per musica, livret de A. Piovene, 1754, Venise)
- Solimano (dramma per musica, livret de G. A. Migliavacca, 1756, Reggio Emilia)
- Zenobia (dramma per musica, livret de Pietro Metastasio, 1761, Padoue)
- Andimione

### Musique sacrée
- Gionata (oratorio, 1769, Padoue)
- Motets

### Musique pour clavier
- 10 Sonate per clavicembalo (1739, Londres)
- 4 Pièces pour orgue
- 2 Sonates pour clavecin
- Lezione pour clavier

### Harpe
- Sonate pour harpe en do majeur

## Partitions gratuites
- « Giovanni Battista Pescetti » (partitions libres de droits), sur l'IMSLP